# David Aja
David Aja Fernández (Valladolid el 16 de abril de 1977), es un dibujante de cómic español que trabaja para el mercado estadounidense.

## Biografía

### Infancia e inicios profesionales
David Aja siempre ha sido aficionado al cómic. Antes de saber leer, ya miraba los dibujos del «Don Miki» y «Copito». Más tarde, se aficionaría a «Mortadelo» y a los superheroes, incluyendo el Caballero Luna de Bill Sienkiewicz, que luego reconocería como una de sus grandes influencias, en las añejas ediciones de Surco y Vértice. Copiaba también muchísimo a otros autores como Enki Bilal, Brian Bolland, Alberto Breccia, Frank Miller, David Mazzucchelli, Mike Mignola o Mike Zeck.
Entre los años 1995 y 2000, estudió Bellas Artes en la Universidad de Salamanca. Tras terminar la carrera, marchó a Barcelona, donde empezó a trabajar como ilustrador, porque el cómic no le permitía pagar sus gastos.

### La aventura americana
En 2004 se estableció en Madrid y en el Salón del Cómic de Barcelona conoció al editor de Marvel Comics Mike Marts, con el que seguiría manteniendo contacto a través de correo electrónico.
En abril del año siguiente, aceptó la propuesta del editor Warren Simons y dibujó X-Men Unlimited, Giant-Size Wolverine nº 1, con David Lapham y un fill-in para Daredevil nº 18, con Ed Brubaker.
A finales de 2006, dio su salto definitivo a la popularidad al hacerse cargo de 16 números de El Inmortal Puño de Hierro, donde continuó plasmando los guiones de Ed Brubaker y también Matt Fraction. 
Por estas obras, obtuvo en 2007 un Premio Eagle de la industria del cómic británica como Nuevo Artista Favorito, una nominación a los Premios Eisner de Estados Unidos y el premio Autor Revelación en el Salón del Tebeo Internacional de Madrid.
En 2008, y establecido de nuevo en su ciudad natal, tuvo su primer hijo. Participó, asimismo, en el XI Salón del Cómic de La Coruña y fue premiado otra vez en Expocómic con el galardón al Mejor Dibujante Nacional.
En 2013 obtuvo dos premios Eisner en la Comic Con de San Diego en las categorías de Mejor portadista y Mejor dibujante o equipo de dibujante y entintador por su trabajo en  Hawkeye (Ojo de Halcón), serie editada por Marvel. En 2014, se llevó de nuevo dos premios Eisner, al mejor número y otra vez el de mejor portadista. En 2016 volvió a llevarse un nuevo Eisner por sus portadas de las series de La Bruja Escarlata, Ojo de Halcón y Karnak. 

## Obra

### Como ilustrador
- El País
- Progresa (Promotora General de Revistas S.A.): Cinemanía, Rolling Stone, Revista 40 y Blue Joven
- Hachette Filipacchi: Emprendedores y Ragazza
- Muy Extra y Reporter Corporate Publishing Company
- Portadas: Espasa, Planeta, Oxford, Alfaguara, Aguilar, Ediciones B, Plaza & Janes, Punto de Lectura y Círculo de Lectores
- Libros ilustrados: Gaviota, Santillana, Anaya, Círculo de Lectores y Cruilla

### Cómics
- X-Men Unlimited v2 (anthology, Marvel):
  - "So This Guy Walks Up to a Fruit Whipz Counter..." (con David Hahn, en nº11, 2005)
  - "Colossus: Dying Inside" (con C. B. Cebulski, en nº14, 2006)
- Civil War: Front Line n.º 3: "Futility" (con Paul Jenkins, Marvel, 2006)
- Giant-Size Wolverine: "House of Blood and Sorrow" (con David Lapham, Marvel, 2006)
- Daredevil (Marvel):
  - "The Secret Life of Foggy Nelson" (con Ed Brubaker, en v2 nº88, 2006)
  - "On the Costa da Morte" (con Ed Brubaker, en  v2 nº116, 2009)
  - "3 Jacks" (con Ann Nocenti, en  v1 nº500, 2009)
  - "Game Room" (con Ann Nocenti, en Black & White anthology número único, 2010)
- The Immortal Iron Fist (con Ed Brubaker y Matt Fraction, Marvel):
  - "The Immortal Iron Fist" (en Civil War: Choosing Sides anthology one-shot, 2006)
  - "The Last Iron Fist Story" (con Travel Foreman, John Severin, Russ Heath Jr. y Sal Buscema, en los números del 1 al 6, 2007)
  - "The Seven Capital Cities of Heaven" (con Roy Martinez, Scott Koblish, Kano, Tonči Zonjić y Javier Pulido, en los números del 8 al 13, 2007)
  - "Happy Birthday Danny" (en nº16, 2008)
- The New Avengers v1 nº50 (con Brian Michael Bendis, y otros artistas, Marvel, 2009)
- Thor v1 nº600: "To Asgard! Forever!" (con Stan Lee, acompañando otras historias, Marvel, 2009)
- Captain America v1 nº600: "One Year After" (con Ed Brubaker, con otros artistas, Marvel, 2009)
- Secret Avengers v1 (Marvel):
  - "The Secret Life of Max Fury" (con Ed Brubaker y Michael Lark, en n.º 5, 2010)
  - "No Zone" (con Warren Ellis y Raul Allen, en nº18, 2011)
- Wolverine: Debt of Death (con David Lapham, número único, Marvel, 2011)
- Hawkeye v4 n.º 1-3, 6, 8-9, 11, 13, 15, 19, 21-22 (con Matt Fraction, Marvel, del 2012 al 2015)

### Solo Portadas
- Four nº28 (Marvel, 2006)
- Invincible Iron Man v1 n.º 6, 8 (Marvel, 2008–2009)
- Immortal Weapons n.º 1-5 (Marvel, 2009–2010)
- 5 Ronin del n.º 1 al 5 (Marvel, 2011)
- Black Panther: The Man without Fear nº516 (Marvel, 2011)
- Green Arrow v4 nº12 (DC Comics, 2011)
- Red Skull del n.º 1 al 5 (Marvel, 2011–2012)
- X-O Manowar v3 n.º 1 y n.º 6 (Valiant, 2012)
- Bloodshot v3 n.º 1 y n.º 4 (Valiant, 2012)
- Archer & Armstrong v1 n.º 1 y n.º 3 (Valiant, 2012)
- Hawkeye v4 n.º 4-5, 7, 14, 16-18, 20 (Marvel, 2012–2014)
- Secret Wars: Hail Hydra n.º 3 (Marvel, 2015)
- Ivar, Timewalker n.º 1 (Valiant, 2015)
- Spider-Gwen v1 n.º 5 (Marvel, 2015)
- Karnak n.º 1-sigue en la actualidad (Marvel, 2015–...)
- Howard the Duck v6 n.º 1 (Marvel, 2016)
- Scarlet Witch v2 n.º 1-sigue en la actualidad  (Marvel, 2016–...)
- The Wicked + The Divine nº21 (Image, 2016)
- Star Wars: Han Solo n.º 1 (Marvel, 2016)
- Star Wars: Poe Dameron n.º 4 (Marvel, 2016)
- Star Wars v4 nº21 (Marvel, 2016)

## Premios
- 2008: Ganador del Premio Eagle al "Mejor Artista Revelación".
- 2013: Ganador de dos Eisner Award en las categorías de "Mejores lápices/entintado" junto con el artista Chris Samnee, y "Mejor Portadista".
- 2013: Ganador del Premio Harvey en la categoría de "Mejor Portadista".
- 2014: Ganador de dos Eisner Award en las categorías de "Mejor Portadista" y "Mejor Cómic" por Hawkeye n.º 11 (Pizza is my Business), junto con Matt Fraction.
- 2014: Premio Harvey a la "Mejor Historia Unitaria" por Hawkeye n.º 11
- 2015: Premio Micheluzzi a la "Mejor Serie de Cómic Extranjera" por Hawkeye (con Matt Fraction)
- 2016: Ganador del Eisner Award en la categoría de "Mejor Portadista" por Ojo de Halcón, Karnak y Bruja Escarlata.